# 秋田県立北欧の杜公園
秋田県立北欧の杜公園（あきたけんりつほくおうのもりこうえん）は、秋田県北秋田市にある広域公園である。

## 概要
県北地域における広域的なレジャーや国際交流の場を提供し、実践することを目的として設立され、平坦な地形の公園内は北欧を思わせる風景が広がる。パークセンターは、フィンランドで加工した木材で作られ、壮大で牧歌的な自然環境を活かした施設整備が行われている。
指定管理者は、2011年（平成23年）3月31日まで「財団法人秋田県総合公社」。同年4月1日から、「北欧の杜パークマネジメント共同企業体」。
2024年1月29日に、都市公園制度制定150周年記念公園施設として北欧の杜公園の「バードサンクチュアリー（水鳥の池 ）」が登録された。

## 経緯

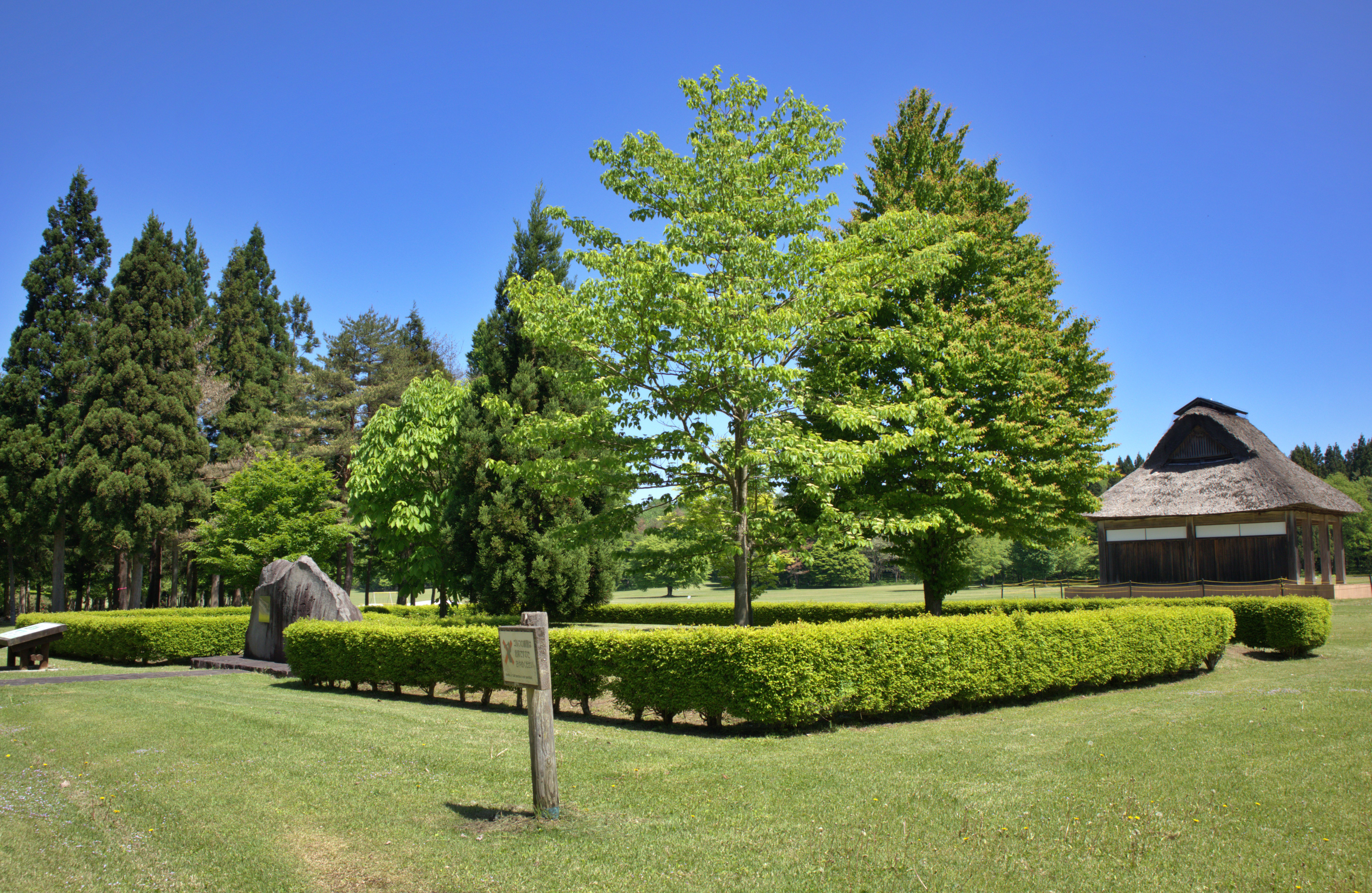
お野立所と両陛下お手植えの樹木（2024年5月）

北欧の杜公園の計画は1970年代の「大野台開発計画」に遡る。5,000 haに及ぶ大野台の地は当時既に人口流出が深刻な問題となっていた農山村地域において、魅力ある地方都市圏を整備する構想であった。
この計画の一環として「フィンランド村」建設構想が持ち上がったのが北欧の杜整備構想のはじまりである。その後、リゾート法を受けた「北緯40度シーズナルリゾート秋田」構想において、北欧の杜公園は県北の玄関口として位置づけられ、1994年5月29日に一部開園した。
2008年（平成20年）6月15日、全国植樹祭の会場となった。開催テーマは「手をつなごう 森と水とわたしたち」で、参加人数は約11,500人。天皇による「お手植え」の樹種はブナ、トチノキ、秋田スギで、皇后はカツラ、ミズキ、ヤマモミジを植えた。

## 園内
パークセンターより南側にイベント広場、ドッグランといった宏壮な芝生の広場が広がる。この広場全体のほぼ中間に全国植樹祭の式典会場が設けられ、秋田杉を用いたお野立所が設営されている。
北側には児童向けの遊具や噴水がある「わんぱく広場」、野鳥観察舎、水鳥の池がある。また道路を挟んで反対側にオートキャンプ場、テニスコートがある。2008年の全国植樹祭の植樹会場はこの周辺であった。
東側にはパークゴルフ場があり、冬季には「みんなの休憩所」周辺に冬キャンプ場が開設される。

### 利用時間・休園日
- 休園日 12月29日-1月3日
- 利用時間
  - パークセンター
    - レストラン 10:30-16:00[4]
      - 定休日 毎週月・火曜日

    - 研修室 9:00-17:00

  - オートキャンプ場（4月20日-10月31日）
    - 宿泊：13:00-翌日の11:00
    - 日帰り：10:00-16:00

  - テニスコート・パークゴルフ場 
    - 9:00-17:00（4月20日-10月31日）
    - 9:00-16:00（11月1日-11月30日）

### 施設
- 無料駐車場 600台 - 中央・南・わんぱく広場・他
- ログハウス（休憩所３棟・トイレ４棟）
- パークセンター（利用案内・各種申込み・売店）
  - レストラン「北欧」
  - 研修室
- 桜の森（59本）
- 野鳥観察舎・水鳥の池
- 風の音楽堂
- 大芝生広場
- イベント広場
- わんぱく広場（11種類の子供向け遊具・噴水広場・12種類の大人向け健康遊具）
- なべっこ広場（バーベキュー広場・炊事棟あり）
- フットゴルフコース
- ディスクゴルフコース（JPDGA公認 18ホール）
- テニスコート（全天候型の人工芝・有料）
- パークゴルフ場（4コース 36ホール・有料）
- キッズランド1・2
- ピクニックサイト
- 犬の冒険広場（ドッグラン・アジリティ・フリスビー）
- オートキャンプ場（テントサイト32・キャンピングカーサイト4・トレーラーハウス4・有料）
- 冬キャンプ場
- サイクリング・ジョギング・ウオーキングコース（貸自転車・有料）
  - 水鳥の池コース 2.2 km
  - はらっぱのコース 2.5 km
  - 森林浴コース 3.3 km

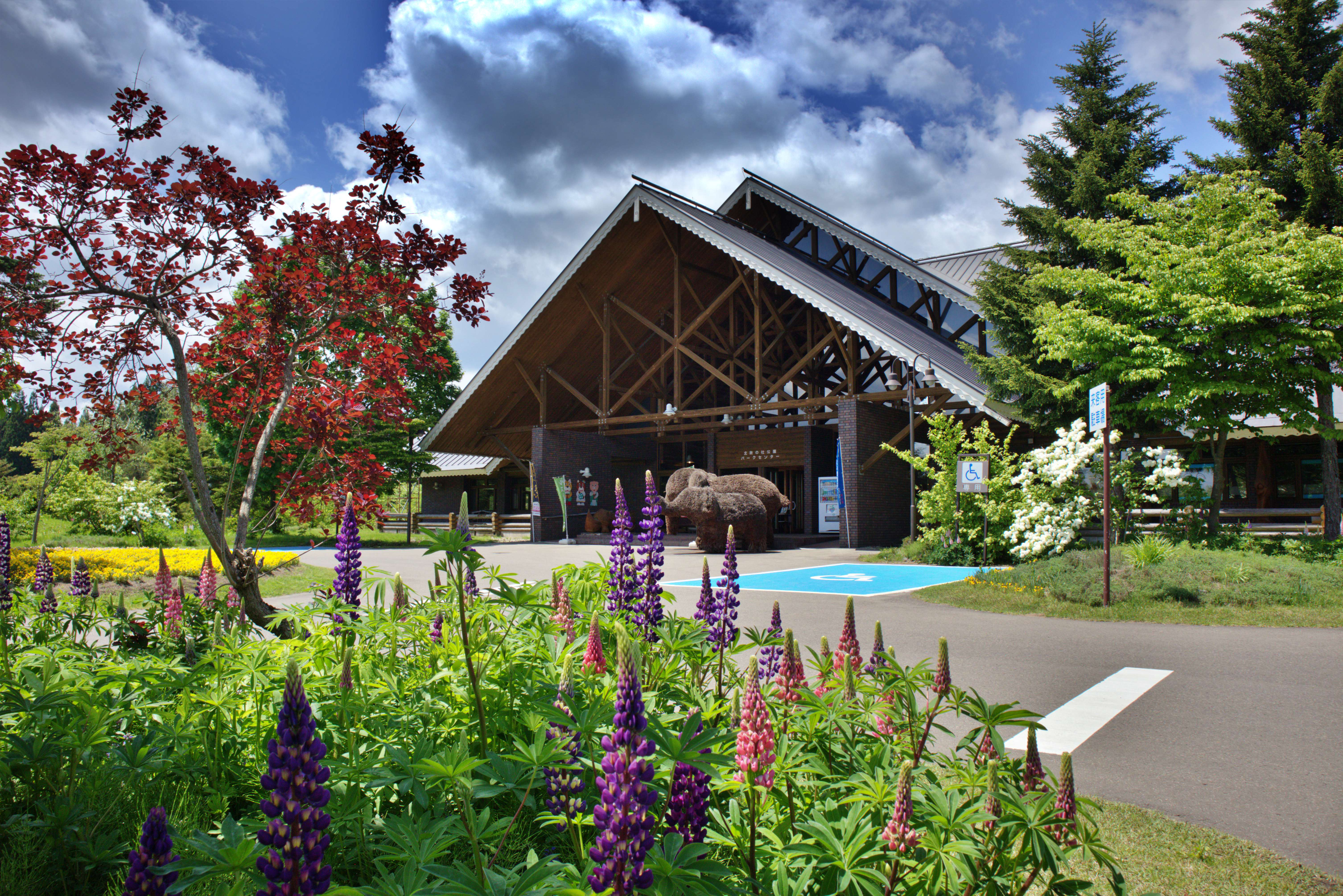
パークセンター前に咲くルピナス
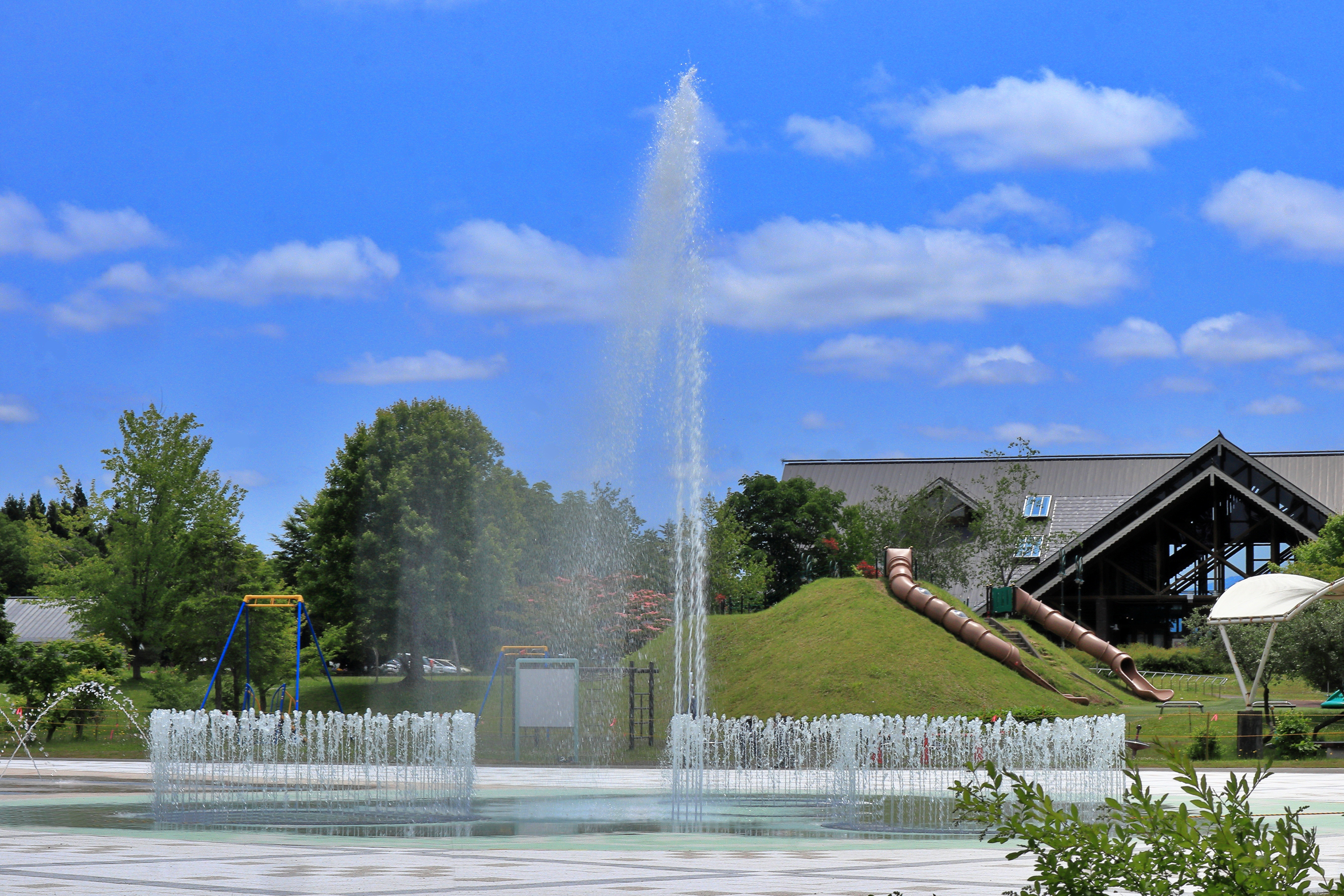
わんぱく広場 噴水エリア
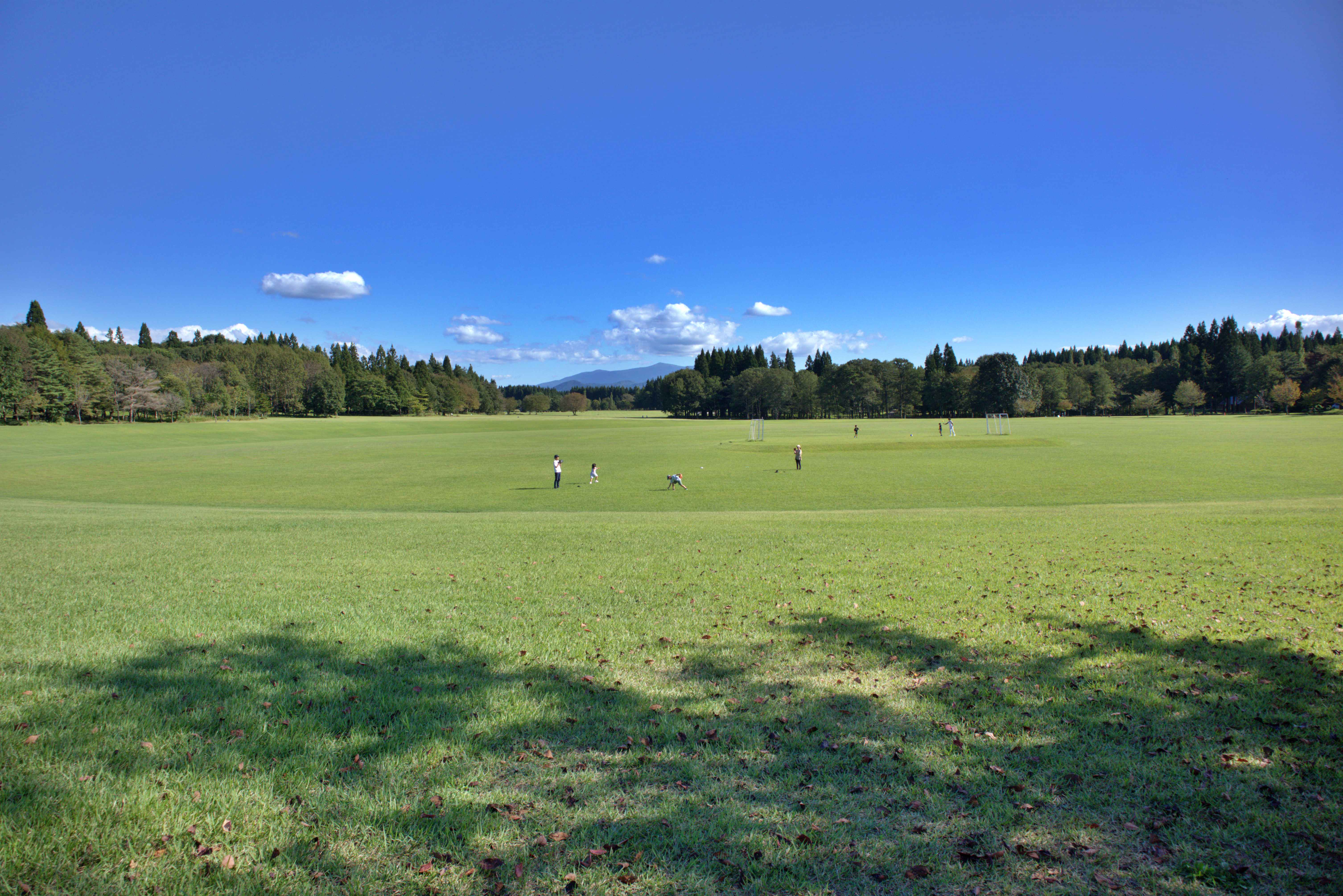
イベント広場
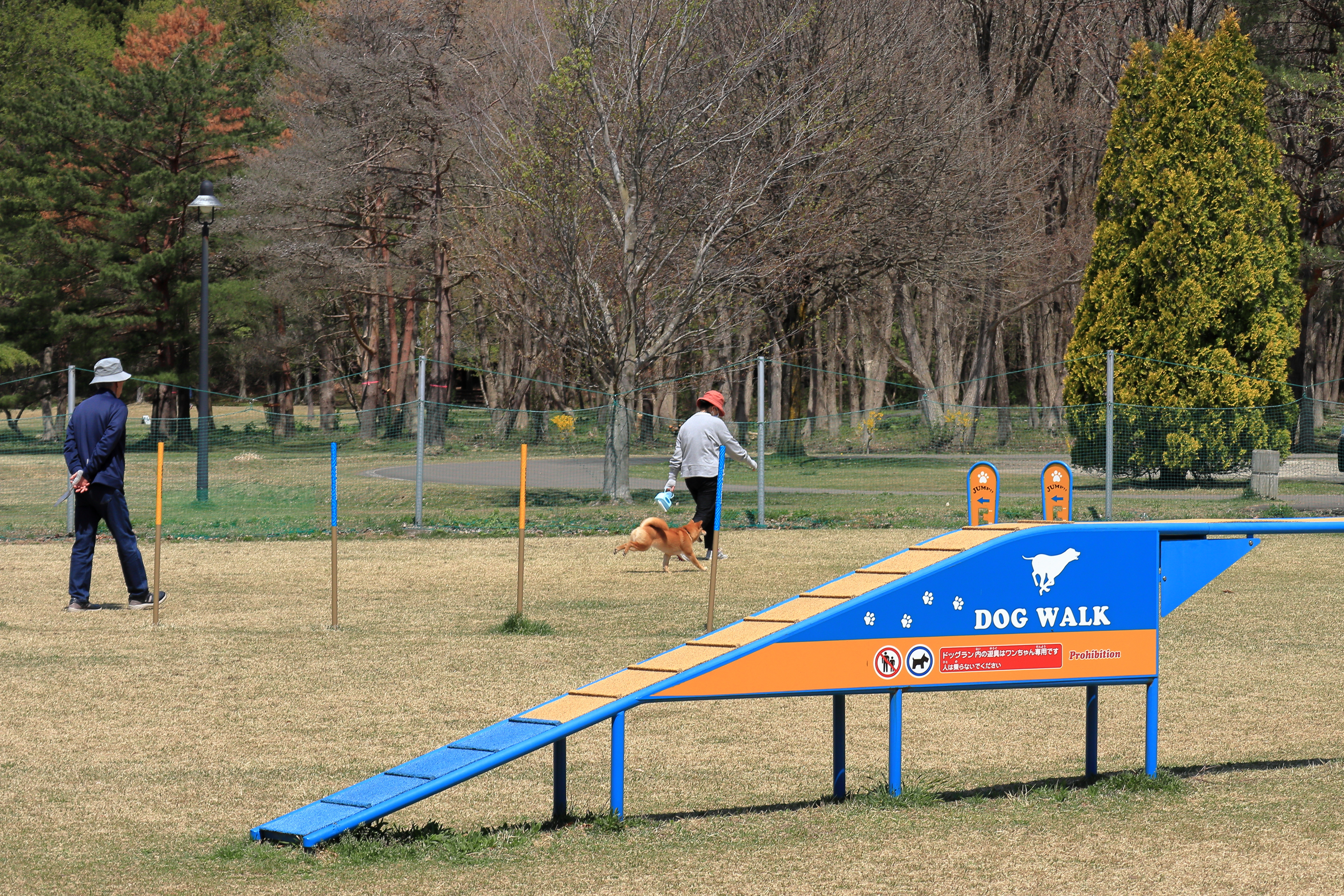
ドッグラン(アジリティ)
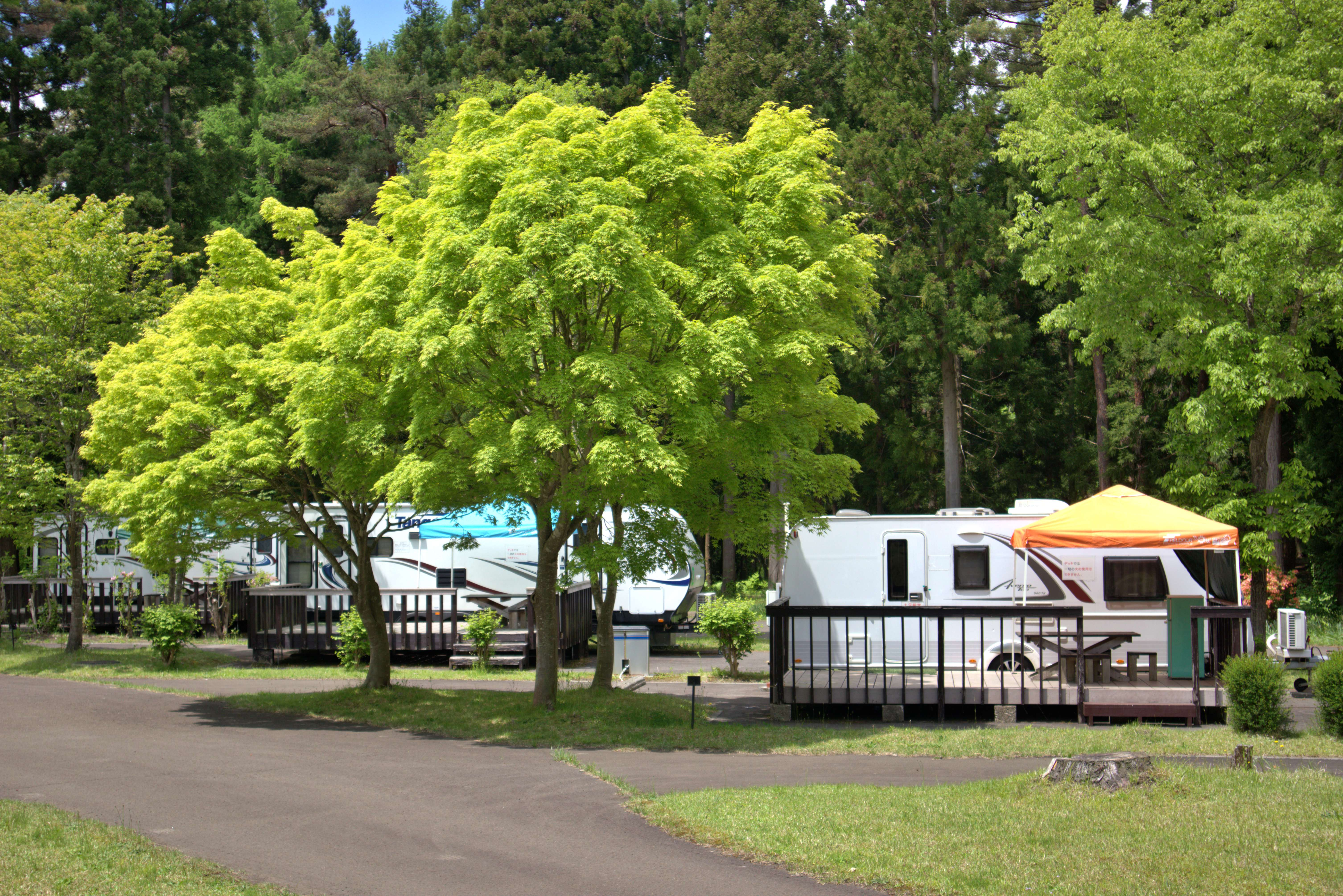
オートキャンプ場のトレーラーハウス
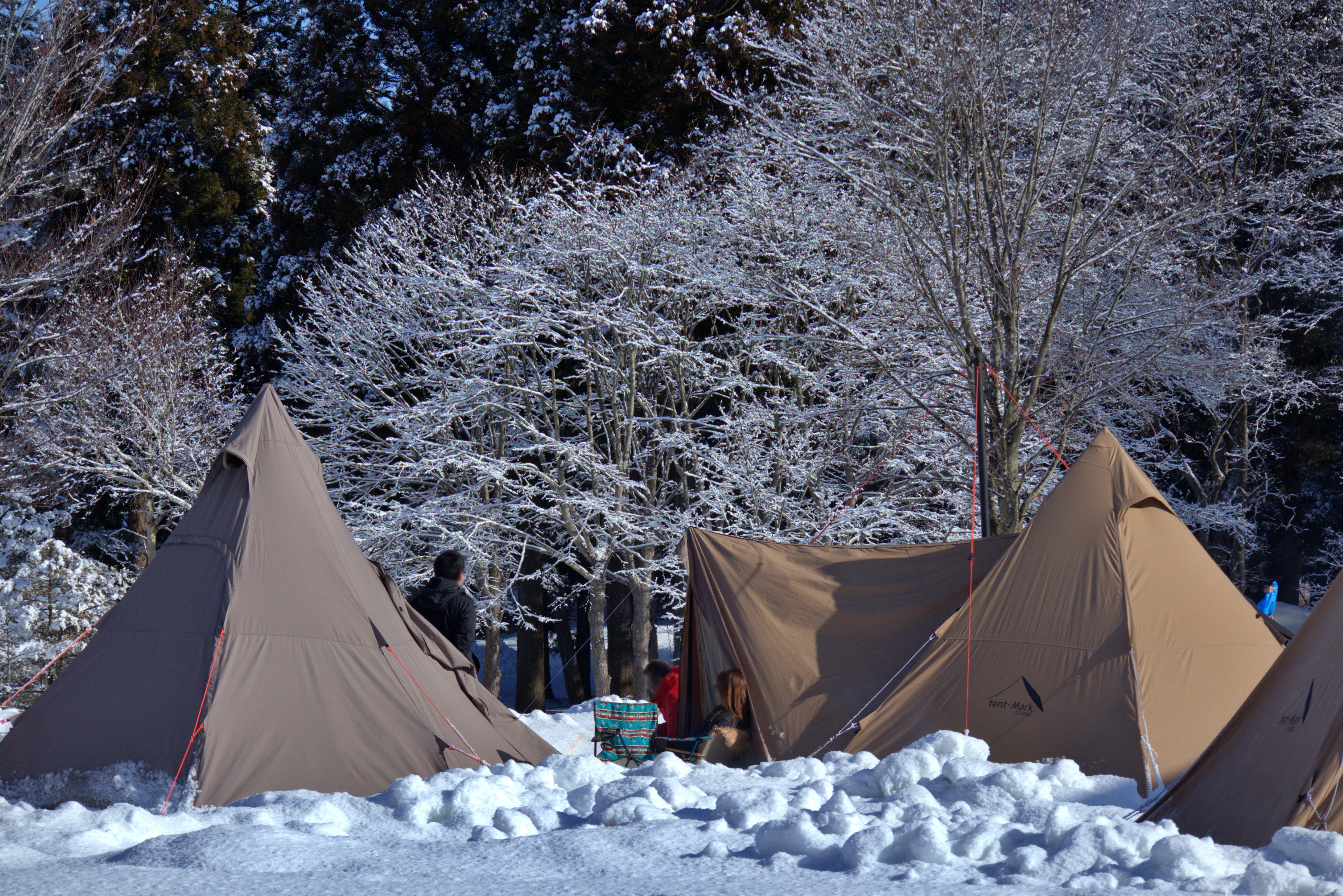
冬キャンプ場
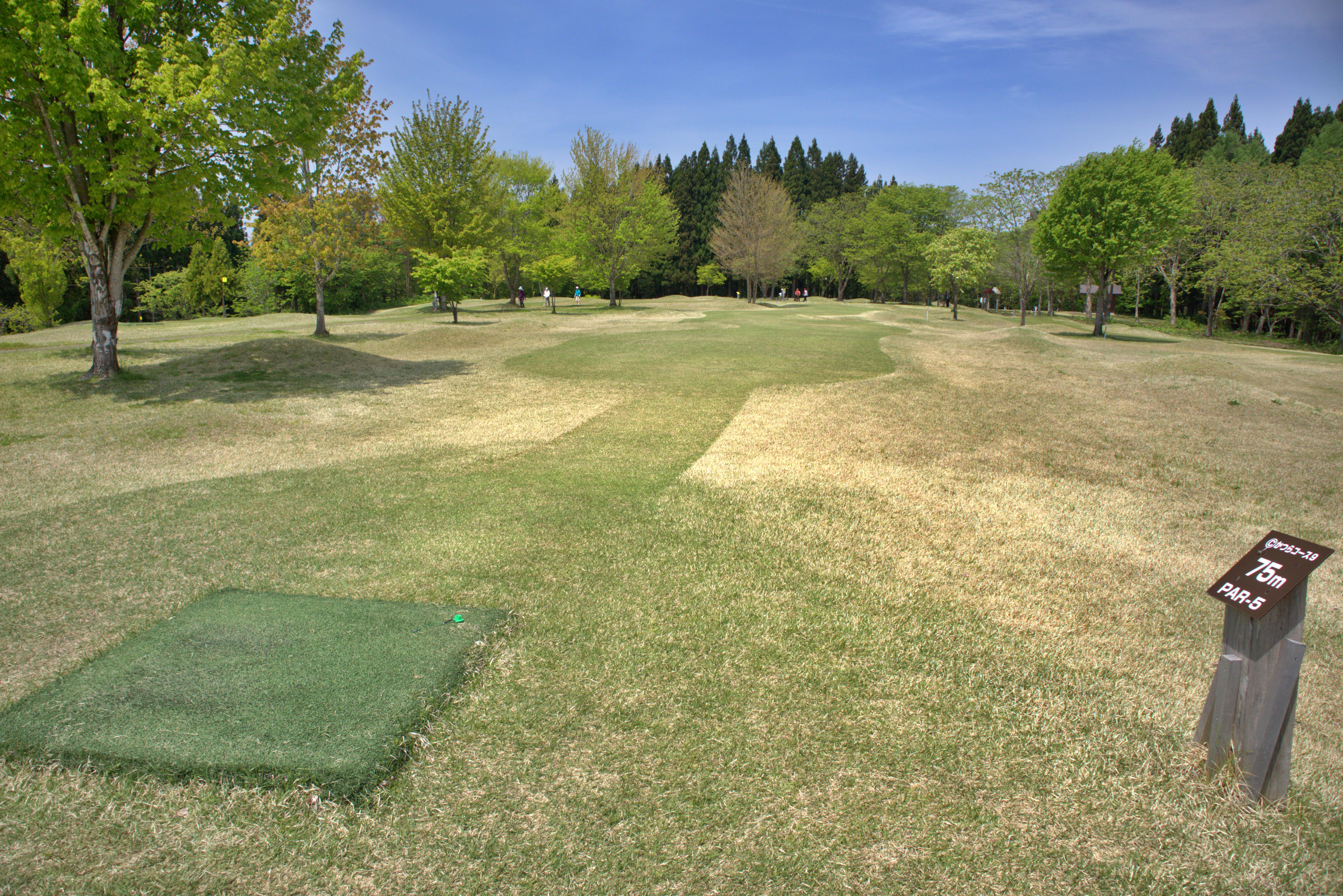
パークゴルフ場
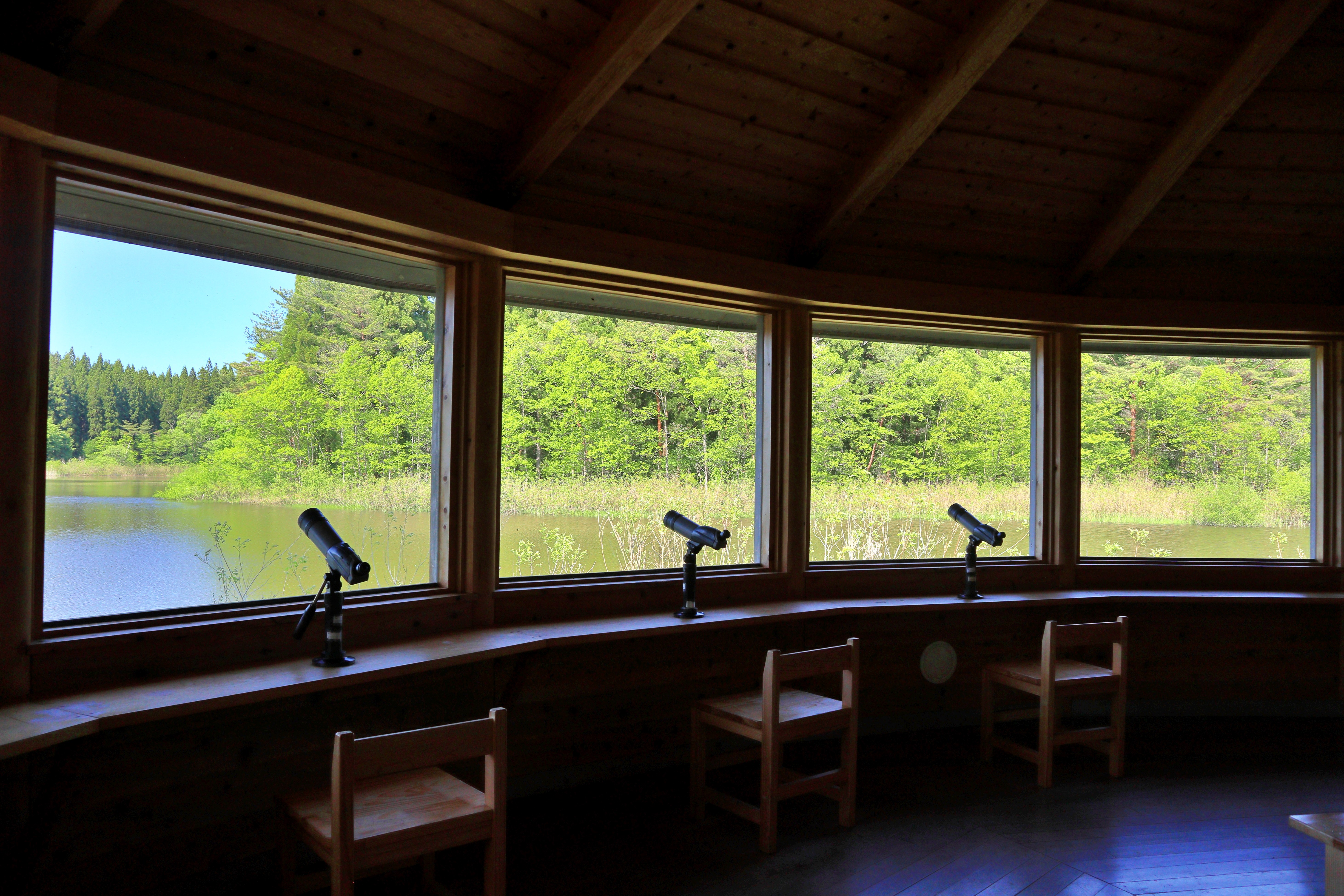
野鳥観察舎と水鳥の池

## イベント
- 5月 - 春のフローラルフェスタ
- 6月 - 東北チェンソーアート競技大会
- 9月 - 北欧の杜公園の秋まつり
- 2月 - 北欧の杜の雪まつり・県民あるくスキーのつどい

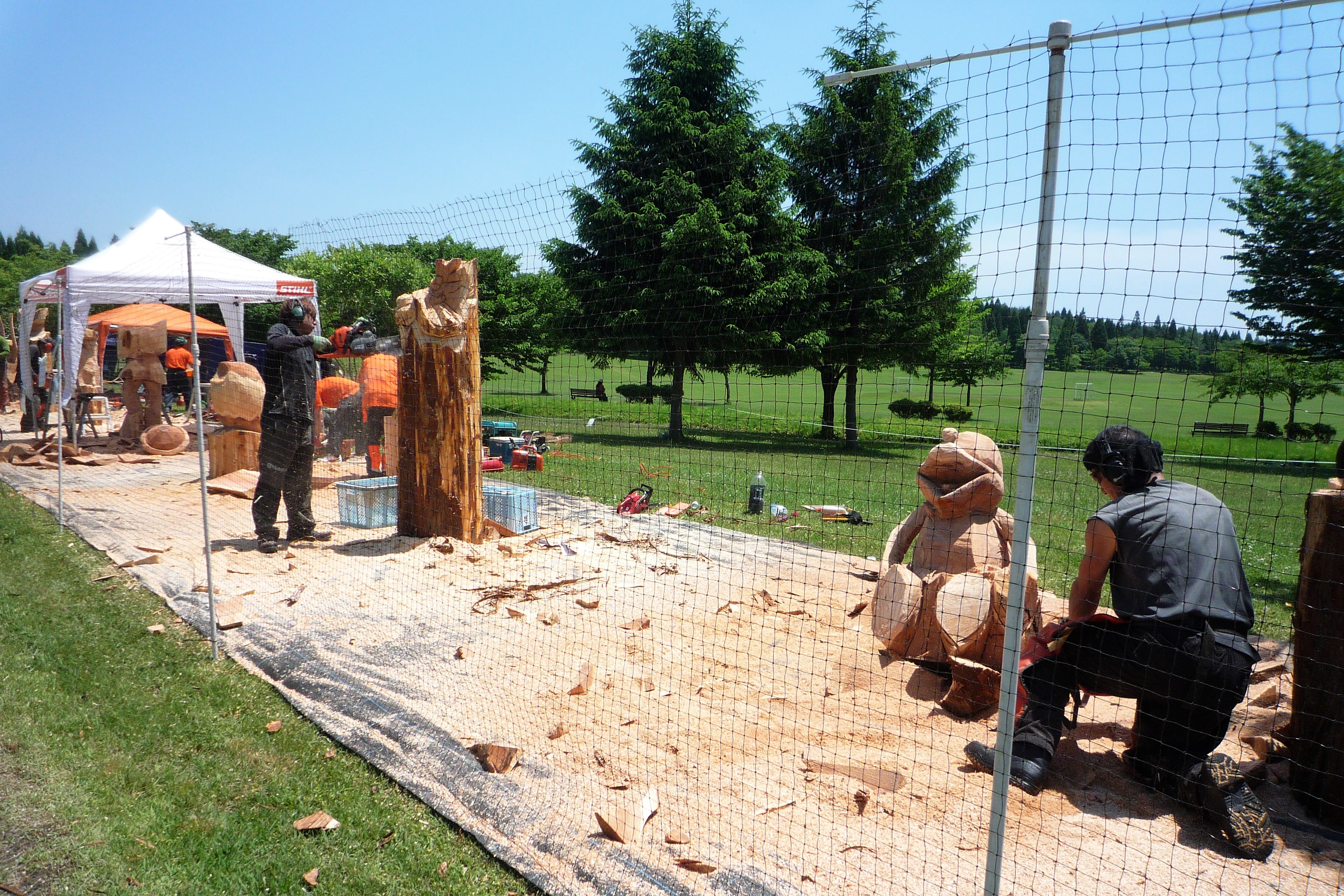
東北チェンソーアート競技大会
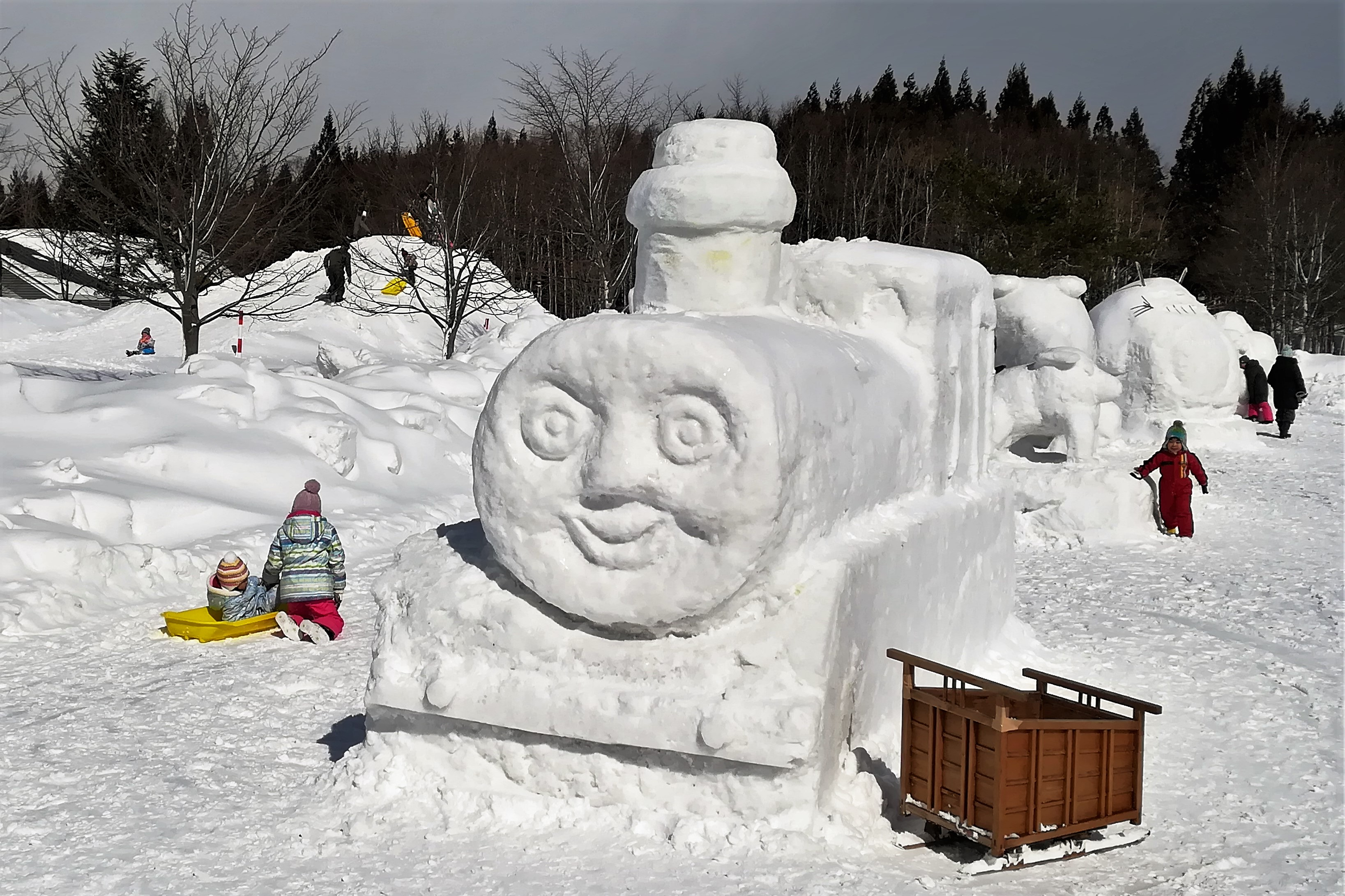
雪まつり
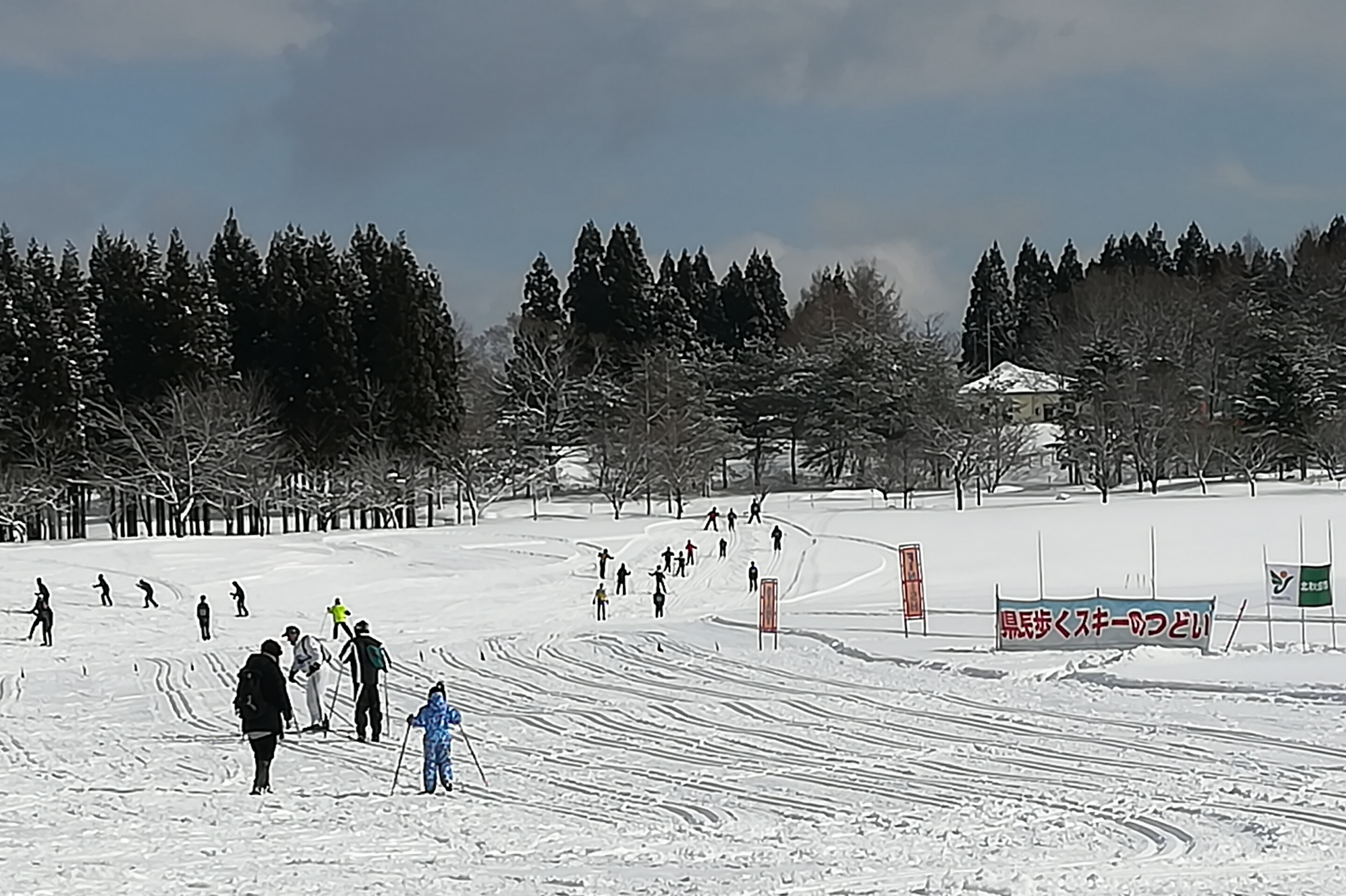
県民あるくスキーのつどい

## アクセス
- 秋田内陸線 大野台駅から徒歩50分（3.7km ）
- 奥羽本線 鷹ノ巣駅から車で12分
- 大館能代空港・大館能代空港ICから車で6分

- 秋北バス
  - 「北秋田市民病院前」下車 徒歩15分：鷹巣 - 沖田面線（土、日、祝日・お盆は1日2便[5]）
  - 「北欧の杜公園前」下車 徒歩1分：米内沢 - 市民病院アクセス線（土、日、祝日・お盆は運休）

## 周辺
- さざなみ温泉
- 金沢温泉
- 伊勢堂岱温泉 縄文の湯
- 大野台ゴルフクラブ
- 秋田北空港クラシックゴルフ倶楽部
- 大館能代空港
- 伊勢堂岱遺跡
- 北秋田市民病院
- 大野台工業団地
- 秋田県道24号鷹巣川井堂川線
- 国道105号（国道285号重複）